# HD 114762
HD 114762 ist die Bezeichnung für ein Sternsystem im Sternbild Haar der Berenike. Es ist etwa 130 Lichtjahre von der Erde entfernt. Der Zentralstern ist ein metallarmer Hauptreihenstern der Spektralklasse F9, der von zwei Begleitern umrundet wird.

## Die Begleiter

### HD 114762 Ab
Der nähere Begleiter HD 114762 Ab (auch „HD 114762 b“ genannt) umrundet den Zentralstern in einer Entfernung von rund 53 Millionen Kilometern (≈ 0,353 AE) und benötigt dafür rund 84 Tage. Da die Bahnneigung des Begleiters lange nicht bekannt war, konnte seine Masse nicht genau bestimmt werden. Abschätzungen deuteten darauf hin, dass es sich um ein substellares Objekt handelt, wobei die Minimalmasse zu etwa 10 Jupitermassen bestimmt wurde. Damit wäre eine Einstufung als Planetarer Gasriese möglich gewesen, jedoch hielten Planetologen es für wahrscheinlicher, dass der Begleiter ein Brauner Zwerg ist. HD 114762 Ab wurde bereits 1989 mittels der Radialgeschwindigkeitsmethode entdeckt und war der erste so entdeckte Kandidat für einen Exoplaneten. Eine Arbeit aus dem Jahre 2019 kombinierte die Daten der Radialgeschwindigkeitsmethode mit den astrometrischen Daten der Gaia-Mission. Dabei wurde die Masse von HD 114762b zu 107  +31−27 MJ bestimmt, womit das Objekt wohl sogar ein massearmer Roter Zwerg anstatt eines Planeten wäre.

### HD 114762 B
Der weiter entfernte Begleiter ist etwa 3,3 Bogensekunden (ca. 20 Mrd. km oder 130 AE) vom Zentralstern entfernt. Dabei handelt es sich wahrscheinlich um ein Objekt der Spektralklasse M oder L.